# رسالة أينشتاين-زيلارد

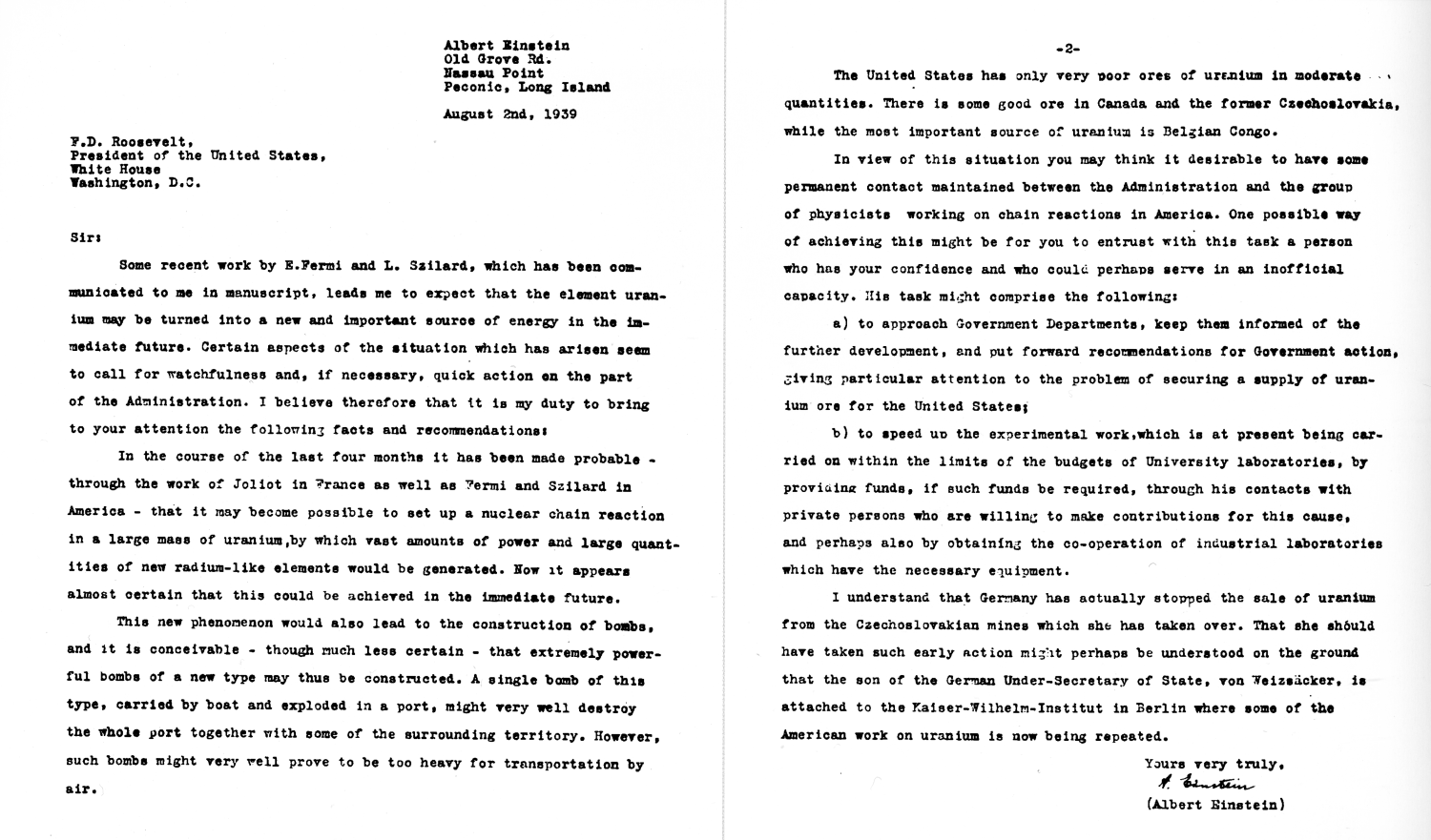
نسخة عن رسالة ألبرت أينشتاين وليو زيلارد إلى الرئيس الأمريكي فرانكلين روزفلت يحثانه فيها على تعجيل إنتاج القنبلة الذرية.

رِسالةُ أَيْنشْتَايْن- زِيلارْد هي رِسالة كتبها عالمُ الفِيزياءِ المَجري-الأمريكي ليو زيلارد ووقَّعها عالمُ الفيزياء الألماني ألبرت أينشتاين. ثم أُرسِلت إلى رئيس الولايات المتحدة فرانكلين د. روزفلت بتاريخ 2 أغسطس 1939. كتب زيلارد الرسالة بعد مشاورة زميليه الفيزيائيين الهنغاريين إدوارد تيلر ويوجين فينر ، وأعرب فيها للرئيس روزفلت عن قلقه إزاء احتمالية تطوير علماء ألمانيا قنابل ذرية ، واقترح أن تبدأ الولايات المتحدة برنامجها النووي قبل أن تسبقها إليه ألمانيا. لاقت الرسالة صداها عند روزفلت، مما أسفر عن ولادة مشروع مانهاتن. 

## تاريخ
نشر عالما الكيمياء الألمانيان أوتو هان وفريتز شتراسمان خبر اكتشاف انشطار ذرات اليورانيوم على مجلة علوم الطبيعة الألمانية في عددها الصادر بتاريخ 6 يناير 1939، والذي عرَّفته لاحقا (على نفس المجلة في العدد الصادر بتاريخ 11 فبراير 1939) الفيزيائية النمساوية ليز مايتنر لأول مرة مستخدمة مصطلح الانشطار النووي شارحة بذلك عملية انقسام ذرات اليورانيوم بعد قصفها بالنيوترونات. ولَّد هذا الاكتشاف اهتماما كبيرا بين علماء الفيزياء. قام على إثره الفيزيائي الدنماركي نيلز بور بإيراد الخبر إلى الولايات المتحدة، هذه الأخيرة قامت بعقد مؤتمر واشنطن الخامس للفيزياء النظرية والذي ترأسه إنريكو فيرمي في 26 يناير عام 1939. وسرعان ما جاءت نتائج الأبحاث التي أجراها علماء الفيزياء التجريبية في جامعة كولومبيا وعلى رأسهم العالمان إنريكو فيرمي وجون راي دونينج مؤيدة لما ذكره العلماء الألمان عن عملية الانشطار النووي.
في هذا الوقت كان الفيزيائي المجري زيلارد مقيما بالولايات المتحدة، وأدرك إمكانية استخدام الانشطار الذي يحرض بالنيوترونات من الذرات الثقيلة لإنشاء تفاعل نووي متسلسل يمكن أن ينتج عنه كميات هائلة من الطاقة لتوليد الطاقة الكهربائية أو القنابل الذرية. كان قد صاغ هذه الفكرة لأول مرة في عام 1933 عند قراءته ملاحظات إرنست رذرفورد حول توليد الطاقة من تجربة فريقه عام 1932 باستخدام البروتونات لتقسيم الليثيوم . ومع ذلك، لم يكن زيرالد قادراً على تحقيق تفاعل نووي متسلسل تحركه النيوترونات مع ذرات الضوء الغنية بالنيوترونات. من الناحية النظرية، إذا كان عدد النيوترونات الثانوية المنتجة في سلسلة من التفاعلات التي تحركها النيوترونات أكبر من واحد، فإن كل تفاعل من هذا القبيل يمكن أن يؤدي إلى تفاعلات إضافية متعددة، مما ينتج عنه عدد متزايد من التفاعلات بشكل كبير.
تمكن الإيطالي إنريكو فيرمي من بناء أول مفاعل نووي طبيعي لليورانيوم بالتعاون مع زميله المجري ليو زيلارد في جامعة كولومبيا. حيث ترأس جورج بيغرام قسم الفيزياء. دار هناك خلاف حول ما إذا كان الانشطار ينتج بواسطة اليورانيوم-235، الذي كان يمثل أقل من واحد في المئة من اليورانيوم الطبيعي (0.7198–0.7202%) ، أو نظير اليورانيوم 238 الأكثر وفرة (99.2739–99.2752%)، كما أكده فيرمي. أجرى فيرمي وزيلارد سلسلة من التجارب وخلصوا إلى أن التفاعل النووي المتسلسل في اليورانيوم الطبيعي يمكن أن يحدث إذا تمكنوا من إيجاد وسيط نيوتروني مناسب .

## روابط خارجية
- نسخة من رسالة آينشتاين-سزيلارد عام 1939
- مراسلات روزفلت مع أينشتاين وسزيلارد ، مكتبة روزفلت، جامعة ماريست
- آينشتاين وسزيلارد يعيدان تنظيم اجتماعهما لفيلم Atomic Power (1946)